# Адальберт II фон Боген
Альберт (Адальберт) II фон Боген (Adalbert II von Bogen) (ум. 13.01.1146) — граф Богена.
Сын Альберта I — основателя рода графов Богена, и его жены, предположительно — Лиутгарды фон Регенсбург.
В 1125-1130 годах поддерживал Лотаря Суплинбургского. В 1140 году основал монастырь в Виндберге.
Имя и происхождение первой жены не выяснены. От неё сын:
- Энгельберт. Умер в раннем возрасте.

Вторая жена — Хедвига Истрийская (ум. 01.12.1162), вдова маркграфа Саксонии Германа I фон Виндберга, дочь маркграфа Каринтийской марки Поппо II и Рихгарды фон Шпонгейм. От неё дети:
- Адальберт [III] (ум. 21.06.1141).
- Хартвиг (ум. 06.04.1155/56), граф Богена с 1146.
- Бертольд II (ум. 21.03.1167), граф Богена.
- Хейлвига, монахиня в Обермюнстере.